# Robert Cogoi
Robert Cogoi, nacido Mirko Kogoj, (Châtelet, 25 de octubre de 1939-14 de mayo de 2022) fue un cantante belga, conocido por su participación en el Festival de la Canción de Eurovisión 1964. 

## Primeros años
Nació en Châtelet, hijo de padres eslovenos. En 1961, firmó un contrato con Philip Records y al año siguiente, ganó el Primer Premio en el Grand Prix International des Variétés en el casino de Ostend, con la canción "Si un jour", que vendió más de 100.000 copias en Francia, ganando un disco de oro.

## Festival de la Canción de Eurovisión 1964
En 1964, fue escogido como representante belga para interpretar su canción "Près de ma rivière" ("Cerca de mi río") en el Festival de la Canción de Eurovisión de 1964 que tuvo lugar el 21 de marzo en Copenhague. Por primera vez, la canción fue escogida internamente por la televisión belga RTBF en vez de ser escogida por el público o por un jurado. La canción solo obtuvo 2 votos (1 voto de Mónaco y otro de Portugal), clasificándose en 10º lugar (entre 16 canciones).

## Carrera posterior
Continuó lanzando álbumes y sencillos, pero con poco éxito, hasta finales de la años 1960. En 1976, apareció en la película belga de idioma francés "Les arpents dorés".
Tras muchos años apartado de la vida pública, fue invitado, junto a otros representantes belgas en Eurovisión, para estar presente en la final belga del elegir candidato para el Festival de la Canción de Eurovisión 2005.